# Víztisztítás
A víztisztítás évről évre nagyobb jelentőséggel bír a vizekben található szennyeződések miatt.

## A szennyvíztisztítás története
A szennyvíztisztítás megjelenése visszavezethető egészen az ősi kultúrákhoz. A víztisztítás legkorábbi megjelenése az egyiptomi és római közösségben figyelhető meg.[forrás?] Ezekben az ősi társadalmakban már ismerték a csatornázást, mellyel igyekeztek megoldani a felhalmozódott szennyvíz elvezetését és elhelyezését is. Az egész világon megfigyelhető, hogy a nagyvárosok főként folyók mellé települtek. Ennek rövid időn belül az lett a következménye, hogy a folyók vizei szennyezettek lettek, így az ivóvíz is szennyezetté vált. A nagyvárosok ún. parti tisztítással igyekeztek megszűrni a szennyvizeiket. Ennek lényege, hogy a szennyvíz zavarosságát a lebegő szennyeződések eltávolításával próbálták megoldani. Erre a célra szűrőket és rácsokat használtak és beépítették a folyóba történő befolyásnál, mind pedig azt megelőzően valahol a csatornaszakaszban. A kezdeti időkben az jelentette a komolyabb áttörést a tisztításban, hogy a szennyvizet már nem csak megszűrték és átemelték, hanem előülepítést is végeztek. Később az első világháború előtt és azt követően is ülepítőmedencéket hoztak létre.

## Otthoni víztisztítás
A csapvízben lévő szennyeződések három csoportra oszthatók:[forrás?]
- Fizikai szennyeződések: szerves anyagok, olajok, zsírok, lebegő anyagok: homok, kolloidok, iszap.
- Biológiai szennyeződések: baktériumok, algák, gombák, spórák, vírusok.
- Kémiai szennyeződések: klór, magas sótartalom, növényvédő szerek maradékai, vizeletmaradványok, hormonok, nehézfémek.

### Az otthoni víztisztítás veszélyei
- Az aktívszén szűrő feldúsulhat veszélyes szennyezőanyagokkal, ha a szűrőt nem cserélik rendszeresen
- A fordított ozmózisos rendszert rendszeresen ellenőrizni kell, mert a szűrő feldúsulhat baktériumokkal, és ezt nem lehet észrevenni, mert az átfolyó vízmennyiség emiatt nem csökken le
- A desztilláló rendszereket rendszeresen vízkőmentesíteni kell, ellenkező esetben a kijövő víz rosszabb minőségű lehet, mint a beadott víz

## Egészségügyi hatások

### A szennyvízzel a természetes vizekbe jutó hormonok
Becslések szerint Budapesten évente kb. 20 tonna gyógyszerhatóanyag kerül a Dunába, ilyenek pl. az antibiotikumok, a fájdalomcsillapítók és a női nemi hormonok. A jelenlegi szennyvíztelepi technológiák nem tudják teljesen kiszűrni ezeket az anyagokat. Ezek főként a vizelettel kerülnek bele a szennyvízbe. Azért káros a gyógyszerhatóanyagok ilyen mértékű felhalmozódása, mert ez hatással van a vízben élő szervezetekre. A női nemi hormonok hatására például csökken a hím halak aránya a nőstényekéhez képest, illetve a békák szaporodása is. Az antibiotikumok befolyásolják a baktériumok szaporodását, melynek következtében a hatóanyagokkal szemben ellenállóbb baktériumok fognak kifejlődni. Kutatások szerint a világ természetes vízfolyásaiban kb. 20-féle gyulladáscsökkentőt találtak, melyből már nyolcat a csapvízben is kimutattak.